# Alysia latifrons
Alysia latifrons är en stekelart som beskrevs av Statz 1936. Alysia latifrons ingår i släktet Alysia och familjen bracksteklar. Inga underarter finns listade i Catalogue of Life.